# Joseph Cukierman
Pour les articles homonymes, voir Cukierman.
 Joseph (Józef, Iosif) Cukierman (Zukermann) est un joueur d'échecs franco-polonais né le 28 mars 1900 à Gródek (Galicie, Autriche-Hongrie) et mort le 18 novembre 1940 à Castres.

## Biographie
Cukierman est né à Białystok en 1900 où il vécut jusque dans les années 1920. Il gagna le second championnat d'échecs de Moscou en 1920-1921.  Après avoir gagné un championnat de club en 1926, il émigra en France. 
En 1928, il finit deuxième, ex æquo avec Leon Schwartzmann, derrière Abraham Baratz dans le quatrième championnat d'échecs de Paris. En 1929, il fit jeu égal pour les 5e et 6e places à Paris (Xavier Tartakover vainqueur). Il gagna devant Tartakover au sixième championnat d'échecs de Paris de 1930. Il gagna à Paris en 1931. En 1933, il prit la sixième place à Paris (Alexandre Alekhine vainqueur). Cukierman termina troisième derrière José Raúl Capablanca et Nicolas Rossolimo à Paris en 1938. En 1939, il finit ex æquo aux  5e et 6e places à Paris (Rossolimo vainqueur).
Il se suicida en 1940 à Castres.

## Parties mémorables
- Teodor Regedziński vs Józef Cukierman, Warsaw 1926, Slav Defence, D12, 0-1
- Josef Cukierman vs Georges Koltanowski, Paris 1929, Philidor Defense, Exchange Variation, C41, 1-0
- Josef Cukierman vs Savielly Tartakower, Paris 1930, Indian Game, Capablanca Variation, A47, 1-0